# Tupungatito
Le Tupungatito est un volcan actif situé dans la cordillère des Andes, à la frontière entre l’Argentine (province de Mendoza, département de Tunuyán) et le Chili (Région métropolitaine de Santiago).
Il est situé à plus ou moins huit kilomètres au sud-ouest du Tupungato aujourd'hui éteint. Le nom de Tupungatito dérive du nom Tupungato et du suffixe diminutif en espagnol "-ito", son nom signifiant ainsi Petit Tupungato.

## Activité volcanique
Le volcan comprend douze cratères datant de l'Holocène. dans les deux derniers siècles, il a manifesté des éruptions de type explosif, fréquentes, mais assez douces. Parmi les dernières :
- de mars à octobre 1959 (indice d'explosivité volcanique ou IEV 2)
- juillet 1960 (IEV 2)
- De mai à août 1961 (IEV 2)
- Août-septembre 1964 - cratère central : éruption explosive.
- janvier 1980 - cratère sud-ouest - (IEV 2)
- janvier 1986 - cratère nord-ouest - (IEV 1)